# Urania: Musik-Zeitschrift für Orgelbau, Orgel- und Harmoniumspiel
Urania: Musik-Zeitschrift für Orgelbau, Orgel- und Harmoniumspiel war eine von 1843 bis 1911 monatlich erschienene deutschsprachige Musikzeitschrift.

## Geschichte
Die Zeitschrift wurde 1843 von Gotthilf Wilhelm Körner gegründet und erschien monatlich. Seit 1865 führte Alexander Wilhelm Gottschalg sie bis zu seinem Tode 1908 fort. Sie gehörte zu den ersten orgelspezifischen Zeitschriften weltweit. Neben orgelbezogenen Artikeln waren auch Beiträge zur Musiktheorie, Kirchenmusik und Klavierspiel enthalten. Im Lauf des 65. Jahrgangs 1908 übernahm Max Puttmann die Redaktion. Der Untertitel wurde von „Gesang- und Klaviermusik“ in „Vokal- und Instrumentalmusik“ geändert. 1911 erschien sie zum letzten Mal.